# Brühlbächle (Schmerach)
Das Brühlbächle ist ein Bach im Landkreis Schwäbisch Hall im nordöstlichen Baden-Württemberg in den Stadtgebieten von Kirchberg an der Jagst und danach Ilshofen, der nach nicht ganz zwei Kilometer langem Lauf nach Südwesten am Ostrand von Ilshofen von rechts in die mittlere Schmerach mündet.

## Geographie

### Verlauf
Das Brühlbächle entsteht am Rand des Crailsheimer Weilers Kleinallmerspann an der Wendeschleife des südlichen Zweigs der Ortsstraße auf etwa 432 m ü. NHN. Es läuft von einem Feldweg begleitet als Graben lange in geraden Stücken zwischen Feldern südwest- bis südsüdwestwärts, mal mit einer weitlückigen Baumreihe, mal mit einer kleinen Feldhecke am Ufer und mit zwei landwirtschaftlichen Gebäuden am Feldweg. Schon nach etwa 400 Metern wechselt es dabei an einem Gemarkungsecke aufs Stadtgebiet von Ilshofen über, dessen am rechten Hang stehenden Weiler Großallmerspann es am Mittellauf passiert. Das Gewerbegebiet um die Almarstraße liegt gleich danach überwiegend links des Baches, es reicht bis an die L 2218, die der Bach dann dicht an der Kreuzung unterquert, an welcher diesseits die Straße aus Großallmerspann einmündet. Auf der anderen Seite der Landesstraße geht von dieser die K 2605 nach Ilshofen-Eckartshausen ab. Das Brühlbächle nimmt hier gleich von rechts seinen einzigen und eher unscheinbaren Zufluss Nixbrunnenbach auf, der als Graben entlang der Landesstraße naht und zuletzt verdolt mündet.
Dort beginnt der nahe an der Kreisstraße ziehende Unterlaufabschnitt des Brühlbächles, auf dem es linksseits eine Waldinsel im Gewann Förstle berührt, um dann auf die andere Straßenseite zu wechseln. Nach der Unterquerung der aus dem am Ostrand von Ilshofen liegenden Gewerbegebiet kommenden Eckartshauser Straße läuft der Bach zwischen dem Wald links und dem neuen Viertel von Ilshofen um Weiden- und Ulmenstraße am rechten Hang und kehrt sich dabei zuletzt nach Süden. Schließlich mündet er von rechts auf 418,2 m ü. NHN gegenüber der Waldinsel Oberholz in die mittlere Schmerach, die anschließend am Südrand der Ilshofener Bebauung entlang weiterzieht.
Das Brühlbächle mündet nach einem 1,9 km langen Lauf mit mittleren Sohlgefälle von etwa 7,3 ‰ etwa 14 Höhenmeter unterhalb seines Grabenursprungs.

### Einzugsgebiet
Das Einzugsgebiet des Brühlbächles ist etwa 2,3 km² groß, es liegt zur Gänze im Unterraum Haller Ebene des Naturraums der Hohenloher und Haller Ebene. Seine größten Höhen gehören zur nördlichen Wasserscheide, die nur selten unter 442 m ü. NHN fällt und ihr Maximum von etwa 445 m ü. NHN jenseits der dieser sonst meist mit etwas nördlichem Versatz folgenden A 6 nahe an der Ausfahrt Kirchberg erreicht. Außer am Unterlauf, wo eine kleine Waldinsel an den Bach grenzt, ist die Flur fast völlig offen und wird fast überall beackert. Weil sich ab der zweiten Hälfte des 20. Jahrhunderts die Siedlungsplätze stark ausgebreitet haben und Gewerbegebiete gebaut wurden, ist inzwischen etwa ein Viertel der Gesamtfläche überbaut.
Je ungefähr ein Drittel der Gesamtfläche gehört zur Stadtteilgemarkung Lendsiedel der Kleinstadt Kirchberg an der Jagst im Nordosten, zur Teilgemarkung Eckartshausen der Kleinstadt Ilshofen im mittleren Teil des Einzugsgebietes und links des Unterlaufs sowie zur zentralen Stadtteilgemarkung von Ilshofen. Der Kirchberger Weiler Kleinallmerspann liegt am Grabenursprung, der Ilshofener Weiler Großallmerspann mit etwas Abstand vom Lauf auf dem rechten Mittellaufhang, neuere Siedlungsflächen von Ilshofen selbst grenzen inzwischen am untersten Lauf fast ans rechte Ufer. Ein Teil des Gewerbegebietes Kirchberg-Ilshofen liegt innerhalb der Einzugsgebietsgrenzen, dasjenige um die Almarstraße liegt überwiegend linksseits des Baches im südlichen Anschluss an Großallmerspann und das Gewerbegebiet zwischen der L 2218 und der Eckartshausener Straße in Ilshofen reicht rechtsseits bis an den Unterlauf.
Reihum grenzen die Einzugsgebiete der folgenden Nachbargewässer an:
- Jenseits der nördlichen Wasserscheide entspringen der Schuckhofbach und der Steinerlohgraben, die beide über den Scherrbach und die Jagst zum Neckar entwässern;
- im Nordosten fließt jenseits der Gebietsgrenze das Wasser über dessen oberen Zufluss Wüstenbach zum Herboldshauser Bach, der weiter aufwärts in die Jagst einfließt;
- im Südosten läuft der Tiefenbach in ähnlicher Richtung wie das Brühlbächle etwas weiter aufwärts zur Schmerach, deren Abfluss über die Bühler und den Kocher den Neckar erreicht;
- im Westen konkurriert hinter einem kurzen Stück Wasserscheide der kleine Dorfbach aus dem Ilshofener Ortsbereich zur abwärtigen Schmerach.

Der morphologisch auffälligste Teil der Gesamtwasserscheide im Norden ist also auch hydrologisch am bedeutendsten.

### Zuflüsse
- Nixbrunnenbach, von rechts und auf etwa 423 m ü. NHN[LUBW 1] neben der Kreuzung an der L 2218 am Beginn des Unterlaufes, 0,7 km[LUBW 3] und ca. 0,4 km².[LUBW 4] Grabenbeginn auf etwa 435 m ü. NHN[LUBW 1] an einem längeren Stallgebäude mit Hausnummer 12 am Großallmerspanner Weg im Gewann Nixbrunnen.

Früher gab es noch einen weiteren unbeständigen rechten Zufluss aus dem Nordwesten etwa hundert Meter vor der Brühlbächle-Mündung von ca. 0,4 km Länge, der etwa am Knick der Hans-Müller-Straße seinen Lauf begann. Das von ihm durchflossene Gebiet ist heute fast völlig überbaut und von diesem Gewässer zeugt allenfalls noch seine wenig auffällige Geländemulde.

## Geologie
Die im Einzugsgebiet anstehenden mesozoischen Schichten gehören zum Keuper. Die in Ablagerungsfolge höchste ist der Gipskeuper (Grabfeld-Formation), der in nicht sehr breitem Streifen beidseits der nördlichen Wasserscheide auf ihrem Abschnitt zwischen Groß- und Kleinallmerspann liegt und nur schmal diesseits der Scheide. Die dominante Schicht aus der Keuper-Folge ist dagegen der darunter liegende Lettenkeuper (Erfurt-Formation), der an den Hängen ausstreicht.
Der Bach fließt fast von Anfang an in einem um Großallmerspann herum recht breiten Schwemmlandband. An den höheren Hängen und auf den Hügelrücken links und – ausgenommen die umschriebene Gipskeuperlage – auch rechts liegt flächenhaft Lösssediment aus quartärer Ablagerung.

### LUBW
Amtliche Online-Gewässerkarte mit passendem Ausschnitt und den hier benutzten Layern: Lauf und Einzugsgebiet des Brühlbächles

Allgemeiner Einstieg ohne Voreinstellungen und Layer: Daten- und Kartendienst der Landesanstalt für Umwelt Baden-Württemberg (LUBW) (Hinweise)
1. 1 2 3  Höhe nach dem Höhenlinienbild auf dem Hintergrundlayer Topographische Karte.
2. ↑  Höhe nach grauer Beschriftung auf dem Hintergrundlayer Topographische Karte.
3. 1 2  Länge nach dem Layer Gewässernetz (AWGN).
4. 1 2  Einzugsgebiet abgemessen auf dem Hintergrundlayer Topographische Karte.
5. ↑  Länge abgemessen auf dem Hintergrundlayer Topographische Karte.

### Andere Belege
1. ↑  Wolf-Dieter Sick: Geographische Landesaufnahme: Die naturräumlichen Einheiten auf Blatt 162 Rothenburg o. d. Tauber. Bundesanstalt für Landeskunde, Bad Godesberg 1962. → Online-Karte (PDF; 4,7 MB)
2. ↑  Durch Überbauung verschwundener alter Unterlaufzufluss nach dem Meßtischblatt 6825 Ilshofen von 1937 in der Deutschen Fotothek
3. ↑  Geologie nach den Layern zu Geologische Karte 1:50.000 auf: Mapserver des Landesamtes für Geologie, Rohstoffe und Bergbau (LGRB) (Hinweise)